# TAO (ファッションモデル)
岡本 多緒（旧芸名：TAO、たお、1985年5月22日 - ）は、日本の女優、ファッションモデル。本名同じ。日本国外では“Tao Okamoto”として知られる。
世界的に高い評価を獲得し、数多のファッションショーへの出場経験や、アジア人初となるラルフ・ローレンなどの広告にも登場している。2013年の映画『ウルヴァリン:SAMURAI』のヒロイン役で女優としてハリウッドデビューを果たす。

## 来歴
千葉県市川市に生まれた。家族構成は父、母、姉、妹、祖母。名前はタオイズム（道教）からとったもので、母は妊娠時には男子が生まれてくると思っていた為、「丹生」とつけるはずだったが、女子が生まれた為、女子らしい漢字として「多緒」に変えた。元々高い身長がコンプレックスで中学生のときは朝礼で膝を曲げて並んでいたほどだった。

### モデル
長身を生かそうと14歳でモデルデビュー。2004年9月に日本のモデルエージェンシー、エナジーに所属。それまで日本でモデル活動をしていたが、高校時代のイギリス留学で養った語学力を生かし、2006年に単身で渡仏。現在、日本ではドンナモデルスに所属している。
長らく黒髪の長髪であったが、2009年2月のニューヨーク・コレクションの時期に、のちに「TAOヘアー」（後述）といわれるようになるマッシュルームカットにした。フィリップ・リムに見出され、ショーのトップバッターに抜擢され、フィナーレでは一緒に舞台挨拶をした。リムはTAOヘアーを大変気に入り、出演モデル全員をTAOヘアーにするという演出を行った。
続くロンドン、ミラノ、パリでも好評で計58のブランドのショーに出演、これは世界で第5位の出演数である。髪型を変えたことで多くのエージェントやメゾンの目に留まり、2009‐2010年秋冬コレクションでブレイクを果たした。
2009年4月、スタイルドットコムが選ぶ09/10年秋冬コレクションで活躍した新人モデル10人の内の1人に選ばれる。同年6月、第52回FEC賞 FECモデル・オブ・ザ・イヤーを受賞。
同年9月、『ティーン・ヴォーグ』が彼女を「新星」と呼び、2009年12月・2010年1月号で「ガール・オブ・ザ・モーメント」とフィーチャーした。『Vogue Nippon』は2009年11月号で表紙、誌面のファッションストーリー全てにTAOを起用し、新星のスーパーモデルとして大々的に取り上げた。1人のモデルをこういった形で取り上げるのは同誌史上初のことである。 2010年1月にModels.comが発表した「2009年最も印象に残ったモデル」の10人の中の1人に選ばれる。2010年には毎日放送のドキュメンタリー番組『情熱大陸』に出演。同年7月、情報番組『知っとこ!』の企画「2010年下半期トレンド・ザ・ベストテン」の10位に入った。
彼女はこれまでにラルフ・ローレン、エンポリオ・アルマーニ、ドルチェ&ガッバーナ、KENZO、ケネス・コールなどのキャンペーンに出演している。また、『アリュール』『ハーパース・バザー』、『intervew』『V』『i-D』『アナザー』『W』や中国・日本・ロシア・フランス・アメリカ版『ヴォーグ』など多数の国際的な雑誌に登場している。2012年度のシュウ・ウエムラの2代目ビューティーアンバサダーに抜擢された（前任者は山田優）。2015年にロンドンで行われたラグビーW杯表彰式で優勝トロフィーを運ぶ大役も務めた。

### 女優
2013年に『ウルヴァリン:SAMURAI』（原題：The Wolverine）の矢志田真理子役でハリウッド女優デビュー。その後アメリカの国内テレビシリーズや、2016年公開の『バットマン vs スーパーマン ジャスティスの誕生』（原題：Batman v Superman: Dawn of Justice）の出演も果たしている。国内では2014年1月WOWOWのドラマ『血の轍』の坂上陶子役にて女優活動を開始、2015年『クロスロード』にて日本映画初出演となる。その後、アメリカ国内テレビシリーズ『ハンニバル』、Amazonビデオ『高い城の男』、2017年、国内では映画『クロスロード』にて邦画初主演を飾り、ジョン・ウー監督、福山雅治、チャン・ハンユー主演『追捕MANHANT』にも出演している。2018年にはサウス・バイ・サウスウェスト映画祭に選出された『PERFECT』に出演、国内では三池崇史監督の『ラプラスの魔女』にも出演した。2019年には初主演映画『She's just a shadow』、トライベッカ映画祭や上海映画祭他にも選出されている『Lost Transmissions』に出演。2023年には吉野耕平監督の『沈黙の艦隊』に出演した。

## 人物
音楽が好きで小中学校は吹奏楽部、高校では合唱部に所属、大学では声楽を専攻していた。現在もミュージカル鑑賞が趣味でニューヨークではブロードウェイミュージカルをよく見に行っている。
2015年、雑誌『The Last Magazine』の共同編集長テンジン・ワイルドと結婚した。
2023年には監督業にも挑戦し、脚本も執筆した初めての短編作品「サン・アンド・ムーン」が第36回東京国際映画祭のテイクワン賞にノミネートされナショナルプレミアを果たす。海外ではアメリカ3都市の映画祭にノミネートされ、うちメリーランド国際映画祭では最優秀外国映画賞受賞。

## 監督作品
・サン・アンド・ムーン（2023年）
・EXHIBIT（2024年）

### TAOヘアー
2009年2月から2010年7月末頃までしていた前髪を切りそろえた特徴的なマッシュルームカットである。「TAOカット」「TAOショート」とも呼ばれ、TAO自身は「ヘルメットヘアー」と形容するこのヘアスタイルを提案したのはヘアスタイリストの松浦美穂である。松浦曰く「70'sの雰囲気を持たせた、グラフィカルではあるけれど、人間的な匂いのするショートヘア」。2008年春にTAOはワンレングス風ボブにして松浦の元を訪れ、もっと自分に似合う様なスタイルを求めた。その半年後に松浦は前髪を作ることをTAOに提案し、「TAOヘアー」が生まれた。情報番組『知っとこ!』の企画「2010年下半期トレンド・ザ・ベストテン」では、この髪型が女性達の間で流行しているということから、TAOがランキングの10位に選ばれた。

## 出演

### ショー

#### ニューヨーク・ロンドン・ミラノ・パリ
- Chanel
- Hermès
- Givenchy
- Louis Vuitton
- Yves Saint Laurent
- miu miu
- Jean-Paul Gaultier
- Alexander McQueen
- Emanuel Ungaro
- DOLCE & GABBANA
- Max Mara
- Salvatore Ferragamo
- Martin Margiela
- Vivienne Westwood
- KENZO
- Marc Jacobs
- Paul Smith
- Ralph Lauren

#### 東京
- CHANEL
- Salvatore Ferragamo
- PRADA
- ARMANI
- Vivienne Westwood

### ワールドキャンペーン
- Ralph Lauren
- Tommy Hilfiger
- KENZO
- ドルチェ&ガッバーナ
- MOSCHINO
- Emporio Armani
- GAP
- H&M
- MAC
- UNITED COLORS OF BENETTON

### CM
- ユニクロ
- ATSUGI･アスティーグ
- マツダ・デミオ

### テレビドラマ
- 血の轍（2014年1月19日 - 2月9日、WOWOW） - ヒロイン・坂上陶子 役
- ハンニバル Hannibal （2015年） -  Chiyoh役
- 高い城の男 The Man in the High Castle （2015年） - ベティ・梶浦 役[18]
- ウエストワールド Westworld (2018年、2020年) - Hanaryo
- ラストマン-全盲の捜査官- 第7話（2023年6月4日、TBS） - 葛西亜理紗 役[2]
- 風のふく島 第6話（2025年2月15日、テレビ東京） - 坪内美雪 役[19]

### 映画
- ウルヴァリン:SAMURAI The Wolverine （2013年） - 矢志田真理子 役
- クロスロード (2015年の映画)（2015年） - 野村志穂 役
- バットマン vs スーパーマン ジャスティスの誕生 Batman v Superman: Dawn of Justice （2016年） - マーシー・グレイブス 役
- マンハント（2017年の映画）-田中希子 役
- ラプラスの魔女（2018年） - 桐宮玲 役[20]
- 沈黙の艦隊（2023年） - 舟尾亮子 役[21]
- MIRRORLIAR FILMS Season6『TAO』（2024年） - 出演・監督[22]
- 急に具合が悪くなる（2026年公開予定） - 主演・森崎真理 役（ヴィルジニー・エフィラとダブル主演）[23]

### 配信ドラマ
- 沈黙の艦隊 シーズン1 〜東京湾大海戦〜（2024年） - 舟尾亮子 役[24]

## 書籍

### 写真集
- 別冊『記録』第1号 森山大道×沢渡朔 Akio Nagasawa Publishing

## 受賞歴
- 2009年（平成21年） 第52回FEC モデル・オブ・ザ・イヤー[10]
- 2010年（平成22年） 第6回VOGUE NIPPON Women of the Year[25]
- 2014年（平成26年） 第1回VOGUE NIPPON Women of Our Time